# Kelwadi, Bhalki
Kelwadi là một làng thuộc tehsil Bhalki, huyện Bidar, bang Karnataka, Ấn Độ.